# Salve-se Quem Puder
Salve-se Quem Puder è una telenovela brasiliana creato da Daniel Ortiz, prodotta e trasmessa su TV Globo dal 27 gennaio 2020 al 16 luglio 2021.

## Trama
I sogni di Alexia, Luna e Kyra vengono interrotti quando assistono all'omicidio di un giudice pianificato da Dominique, una donna pericolosa, e ora sono costretti a vivere sotto la custodia del Witness Protection Program. Per sopravvivere, cambiano nome, aspetto, stile di vita e vivranno nell'immaginario Judas do Norte, nell'interno di San Paolo, dopo che la loro morte è stata segnalata.

## Interpreti e personaggi
| Attore/Attrice      | Personaggio                         |
| ------------------- | ----------------------------------- |
| Deborah Secco       | Alexia Máximo / Josimara dos Santos |
| Juliana Paiva       | Luna Furtado / Fiona Matteucci      |
| Vitória Strada      | Kyra Romantini / Cleyde Ferreira    |
| Flávia Alessandra   | Helena Furtado Santamarina          |
| Rafael Cardoso      | Renzo Machado de Alencar            |
| João Baldasserini   | José Prazeiroso (Zezinho)           |
| Felipe Simas        | Téo Santamarina                     |
| Rodrigo Simas       | Alejandro                           |
| Thiago Fragoso      | Alan Máximo                         |
| Bruno Ferrari       | Rafael Maia                         |
| Guilhermina Guinle  | Dominique Machado de Alencar        |
| Leopoldo Pacheco    | Hugo Santamarina                    |
| Aline Dias          | Úrsula Ferraz                       |
| Sophia Abrahão      | Júlia                               |
| Bruna Guerin        | Petra Máximo                        |
| Daniel Rangel       | Tarantino Máximo                    |
| Valentina Bulc      | Bianca Romantini (Bia)              |
| Murilo Rosa         | Mário Furtado                       |
| Carolina Kasting    | Agnes Romantini                     |
| Débora Olivieri     | Graziela Máximo                     |
| Sabrina Petraglia   | Micaela Santamarina                 |
| Marcos Pitombo      | Bruno Freitas                       |
| Cirillo Luna        | Gael Freitas                        |
| Dandara Mariana     | Maribel                             |
| Juliana Alves       | Renata Gomes (Renatinha)            |
| Talita Younan       |                                     |
| Giordano Becheleni  | Enéas                               |
| Ricardo Rathsam     | Detetive Ruy Mantovani              |
| Grace Gianoukas     | Ermelinda Prazeroso                 |
| Marilu Bueno        | Dulce Sampaio                       |
| Cosme dos Santos    | Edgard                              |
| Otávio Augusto      | Ignácio Máximo                      |
| Jacqueline Laurence | Angelina Romantini                  |
| Cristina Pereira    | Lúcia                               |
| Igor Cosso          | Antônio Romantini Júnior (Júnior)   |
| Lívia Inhundes      | Thammy                              |
| Cláudio Olegário    | Erick                               |
| Andressa Robles     | Carol                               |
| Bárbara Sut         | Dionice                             |
| Mila Carmo          | Vicky                               |
| Nina Frosi          | Gabriela                            |
| Marianna Armellini  | Verônica Freitas / Marlene Freitas  |
| Conrado Caputto     | Isacc                               |
| Gilberto Hernandez  | Pancho                              |
| Jerônimo Martins    | Eduardo                             |
| Sophia de Carvalho  |                                     |
| Ygor Marçal         | Nico Máximo                         |
| Alice Palmar        | Queen Máximo                        |